# Big Time Adolescence
Pour plus de détails, voir Fiche technique et Distribution.
Big Time Adolescence est un film américain réalisé par Jason Orley, sorti en 2019.

## Synopsis
Un adolescent de banlieue subit la mauvaise influence de son meilleur ami qui a quitté l'école.

## Fiche technique
- Titre : Big Time Adolescence
- Réalisation : Jason Orley
- Scénario : Jason Orley
- Musique : Zachary Dawes
- Photographie : Andrew Huebscher
- Montage : Waldemar Centeno
- Production : Jeremy Garelick, Mickey Liddell, Mason Novick, Will Phelps, Pete Shilaimon et Glen Trotiner
- Société de production : American High et LD Entertainment
- Société de distribution : Neon (États-Unis)
- Pays :  États-Unis
- Genre : Comédie
- Durée : 91 minutes
- Date de sortie : 
  - États-Unis : 13 mars 2020

## Distribution
- Griffin Gluck (VF : Thomas Sagols) : Monroe « Mo » Harris
- Pete Davidson (VF : Romain Altché) : Isaac « Zeke » Presanti
- Sydney Sweeney (VF : Zina Khakhoulia) : Holly
- Machine Gun Kelly (VF : Martin Faliu) : Nick
- Emily Arlook (en) (VF : Nadine Girard) : Kate Harris
- Michael Devine : l'officier Peters
- Aiden Arthur : Monroe enfant
- Jon Cryer (VF : Lionel Tua) : Reuben
- Julia Murney : Sherri
- Mike Sutton : l'officier Boucher
- Thomas Barbusca (VF : Jonathan Gimbord) : Stacey
- Oona Laurence (VF : Alice Orsat) : Sophie
- Omar Shariff Brunson Jr. (VF : Benoît Fort-Junca) : Danny
- Cameron August : Josh
- Brielle Barbusca : Lisa
- Grace Tiso : Michelle
- Nick Ziobro : Chad

## Accueil
Le film est a été accueilli plutôt favorablement par les critiques. Il a reçu la note moyenne de 64 % sur Metacritic.